# Oceanus
Oceanus, dal termine latino per "oceano", è un'espressione che viene utilizzata in esogeologia per descrivere vaste regioni della superficie della Luna morfologicamente analoghe ai mari, ma particolarmente estese. Il nome è noto grazie al celebre Oceano delle Tempeste (Oceanus Procellarum), il più grande bacino da impatto osservabile dalla Terra sulla superficie lunare.